# Mariakapel (Holthees)

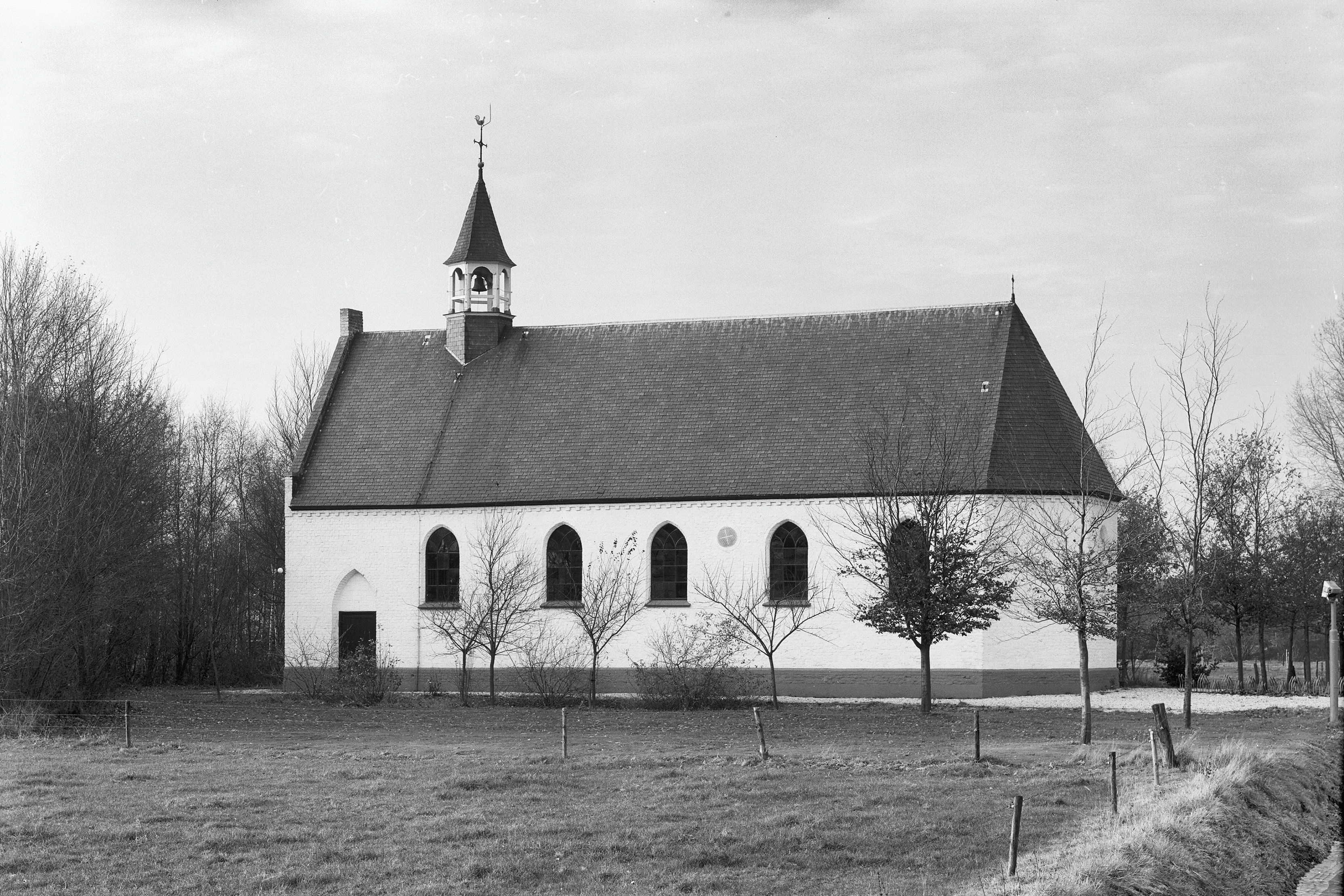
Mariakapel

De Mariakapel, gewijd aan Onze-Lieve-Vrouw van Smarten, is een kerkje in de tot de Noord-Brabantse gemeente Land van Cuijk behorende plaats Holthees, gelegen aan de Kapelstraat 1.

## Geschiedenis
In het jaar 1464 werd de kapel beschreven als Capella in Holze heze. De devotie van Onze-Lieve-Vrouw van Smarten vond in de 15e eeuw haar oorsprong. Als een jongere het Sacrament der Stervenden had ontvangen, trokken zijn of haar dierbaren naar de kapel om te bidden voor genezing. Mocht de stervende alsnog genezen, dan werd uit dankbaarheid een zilveren schildje of sieraad geschonken. Na de Vrede van Münster in 1648 kwam het Land van Cuijk, en dus ook Holthees, bij Staats-Brabant en mochten er geen katholieke diensten meer worden gehouden in de kapel. Kerkgangers waren aangewezen op het kerkje van Smakt, enkele honderden meters over de grens met Spaans Opper Gelre. De kapel werd toen als tiendschuur gebruikt voor het Kasteel Het Makken. In 1848 werd de kapel weer voor godsdienstoefeningen opengesteld.
Tijdens de Tweede Wereldoorlog raakte de kapel, op 30 september 1944, zwaar beschadigd door een bombardement. Op 2 februari 1951 werd de kapel weer in gebruik genomen. Toen werd het tongewelf door de huidige zoldering vervangen. Er zijn nog gedurende lange tijd zondagse kerkdiensten in de kapel gehouden, maar daaraan kwam in 1995 een einde. In 1999 besloot het Bisdom 's-Hertogenbosch om de kapel aan de eredienst te onttrekken. Ze werd daarop overgedragen aan de Stichting Mariakapel Holthees.
In hetzelfde jaar begon opnieuw een restauratie en op 21 mei 2000 kon de kapel opnieuw gebruikt worden. Ze wordt nu echter voornamelijk voor bruiloften en muziekuitvoeringen gebruikt.
Toch vindt er af en toe nog een kerkdienst plaats, zoals de Gildemissen voor het Onze-Lieve-Vrouwegilde, waarvan de geschiedenis tot omstreeks 1350 teruggaat. Ook is er een kleine devotiekapel ingericht ter bezinning en om een kaars te branden. Hier is het Genadebeeld van Maria, een gepolychromeerd beeld uit de 2e helft van de 19e eeuw.

## Gebouw
Deze kapel is een eenvoudig witgeschilderd gebouwtje met een dakruiter, waarin zich een klokje bevindt. In 1932 werd de kapel uitgebreid met een sacristie en in 1939 met twee traveeën.
Van 1639 dateert het bronzen Barbara-klokje, dat ook tegenwoordig nog aanwezig is in een dakruitertje op de kapel. Verder bevindt zich in de kapel een houten barokaltaar (eind 18e eeuw) en houten gepolychromeerde beelden in barokstijl van de heilige Joachim en de heilige Anna uit de 17e eeuw. Dan is er nog een houten pietà die dateert uit het einde van de 18e eeuw.